# Бирёэн (округ)
Бирёэн (индон. Bireuen) — округ в провинции Ачех. Административный центр — город Бирёэн.

## История
Округ был выделен в 2000 году из округа Северный Ачех. До мая 2003 года на его территории действовал режим военного положения из-за действий движения Свободный Ачех. В 2004 году округ стал жертвой землетрясения в Индийском океане.

## Население
По данным на 2023 год на территории округа проживало 458 978 человек.

## Административное деление
Округ Бирёэн делится на следующие районы:
- Гандапура
- Джангка
- Джёниб
- Джёмпа
- Джули
- Кота Джуанг
- Макмур
- Пандрах
- Пёдада
- Пёсанган
- Пёсанган Селатан
- Пёсанган Сиблах Круэнг
- Пёлимбанг
- Самаланга
- Симпанг Мамплам